# Palais Bernardo
Le palais Bernardo, également connu sous le nom de Palazzo Giustinian Bernardo, est un palais à Venise, situé dans le quartier de San Polo, non loin du Campo San Polo, et donnant sur le Grand Canal, à l'angle de Rio de la Madoneta, entre le Palazzo Querini Dubois et la Casa Sicher, près du Palazzo Donà a Sant'Aponal. 

## Histoire
Il a été construit par la famille Bernardo dans la première moitié du XVe siècle selon le style gothique tardif typiquement vénitien, qui avait pour modèle l'expansion du palais des Doges commencé en 1422. 
Le palais devait être achevé en 1442, lorsque la République y a accueilli le duc de Milan Francesco Sforza et son épouse Bianca Visconti. 
Après avoir appartenu pendant longtemps à la famille Bernardo, le Palazzo fut vendu le 14 avril 1651 à Bortolo Bellotto, un marchand qui avait fait fortune grâce à la vente de cuir. Ceux-ci, quelques décennies plus tard, en 1694, le revendirent à Pietro et Simone Bernardo, marchands de couleurs et citoyens originaux de la Sérénissime (titre honorifique non noble attribué aux familles de la Sérénissime). La famille Bernardo n'a acheté le titre comital qu'en 1780, par Alessandro Bernardo. 
Par la suite, le palais a changé de mains plusieurs fois, jusqu'à ce qu'en 1882 il devienne la propriété de Pietro Naratovich, un éditeur bien connu de l'époque, qui y a installé les presses de sa propre typographie. Ce fut le début du déclin du Palazzo Bernardo: plus tard, en fait, il a été divisé en plusieurs propriétés et fortement défiguré. Actuellement, le palais est en partie utilisé comme université et en partie détenu par la noble famille Azzoni Avogadro.